# El Perro Andaluz

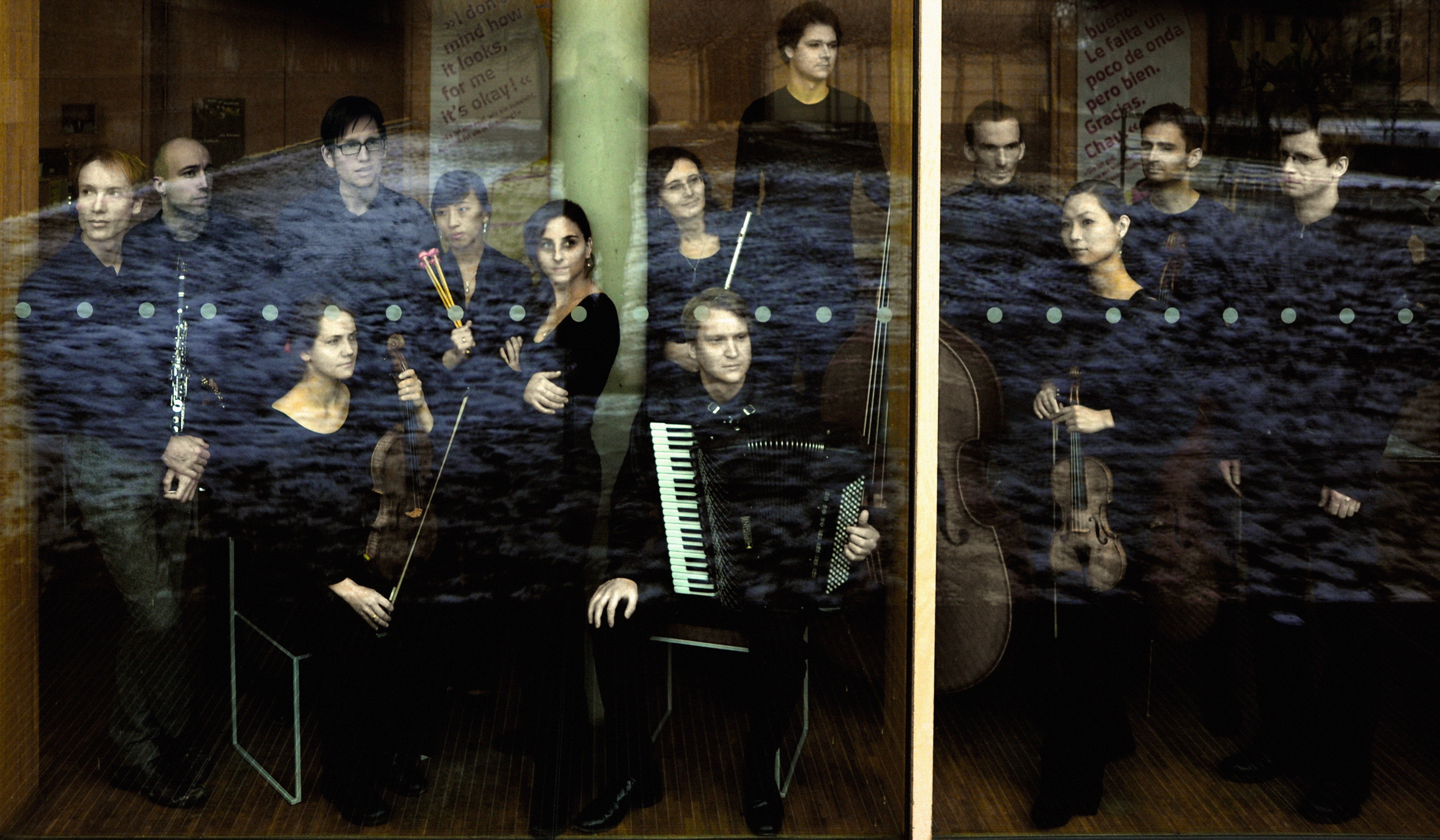
Ensemble El Perro Andaluz

El Perro Andaluz (spanisch für Der andalusische Hund) ist ein Ensemble für Neue Musik mit Sitz in Dresden.

## Wirken
Gegründet 2007 von Albrecht Scharnweber und Lennart Dohms durch eine Zusammenarbeit mit Brian Ferneyhough hat sich El Perro Andaluz in kürzester Zeit zu einem vielseitigen Ensemble für zeitgenössische Musik und Performance in Deutschland entwickelt. Der Name des Ensembles ist eine Referenz an den Kurzfilm „Un chien andalou“ in Anlehnung an dessen Verbindung von künstlerisch-freundschaftlicher Zusammenarbeit, spielerischer Provokation und dem Aufsuchen neuer Ausdrucksformen. EPA arbeitet seit seinem Bestehen in unterschiedlichen musikalischen Bereichen – Musiktheater, Installation, Konzerte und musikpädagogische Projekte. Dabei ist es für das Selbstverständnis des Ensembles die Interpretation existierender Arbeiten genauso wichtig wie die Möglichkeit, aktiver gestalterischer Partner bei der Entwicklung neuer Werke sein zu können. In der Zusammenarbeit mit mehr als 60 Komponisten der Gegenwart hat EPA dieses Selbstverständnis europaweit profilieren können.
Die Zusammenarbeit mit Komponisten wie Lachenmann, Saunders, Hölszky, Tarnopolski, Hellstenius, Katzer oder Zender prägen das Ensemble ebenso wie das Bestreben neue Werke junger Komponisten aufzuführen. Zu den Aktivitäten gehören theatrale Performances und musikpädagogische Projekte genauso wie klassische Konzertformen. 2011 erhielt das Ensemble den Kulturförderpreis der Stadt Dresden. 2012 war El Perro Andaluz Ensemble in Residence der Kompositionsabteilung des Mozarteum Salzburg, war eines der fünf geladenen Ensembles im Rahmen des boost-Programms der Darmstädter Ferienkurse für Neue Musik und reiste zu Auftritten nach Spanien, England und Zypern. 2013 folgen Konzerte in Israel und ebenfalls 2013 war das Ensemble vom Südwestrundfunk zum ars-nova-Festival in Donaueschingen eingeladen. Von 2013 bis 2015 war El Perro Andaluz Teil des deutschlandweiten Projektes Ensemble-Gesellschaft,  das sich sozialen Fragen um die Arbeitsweise freischaffender Ensembles in Deutschland widmet, zusammen mit den Ensembles Ascolta, mosaic, Neues Ensemble Hannover, Ensemble recherche und Ensemble Resonanz. Seit 2016 hat das Ensemble seinen festen Sitz im Dresdner Kulturzentrum Zentralwerk. 
El Perro Andaluz ist Mitglied im KlangNetz Dresden und im Verein FREO (Freie Ensembles und Orchester in Deutschland e.V.).

## Besetzung
| Instrument      | Musiker              |
| --------------- | -------------------- |
| Flöte           | Letizia Turini       |
| Oboe            | Arnfried Falk        |
| Klarinette      | Albrecht Scharnweber |
| Violine         | Alwyn Westbrooke     |
| Violine / Viola | Emily Yabe           |
| Violoncello     | Nadezhda Krasnovid   |
| Kontrabass      | Konrad Hartig        |
| Klavier         | Torsten Reitz        |
| Harfe           | Aline Khouri         |
| Dirigent        | Lennart Dohms        |